# Lena Klassen
Lena Klassen, geb. Schmidt, (* 1971 in Moskau) ist eine deutsche Autorin russlanddeutscher Herkunft.

## Leben und Werk
Klassen verbrachte ihre Kindheit und Jugend in Espelkamp und legte 1991 am dortigen Söderblom-Gymnasium das Abitur ab. Seit 1995 lebt sie in Stemwede. Klassen studierte Literaturwissenschaft, Anglistik und Philosophie. Sie promovierte 1999 an der Universität Bielefeld über die phantastische Literatur des walisischen Autors Arthur Machen (1863–1947). Die Dissertation wurde 2000 unter dem Titel Arthur Machens phantastischer Raum. Raum und Stimmung als Grundlagen phantastischen Erzählens veröffentlicht.
Klassen verfasste mehrere Fantasy-Romane, Romane und Kinderbücher. Im Neufeld Verlag veröffentlichte sie die erfolgreiche Fantasy-Trilogie Sehnsucht nach Rinland. Ihr Buch MAGYRIA – Das Herz des Schattens erschien im Dezember 2009 bei Penhaligon. Sie veröffentlichte ebenso unter dem Pseudonym Maja Winter.

## Publikationen (Auswahl)
Sachbücher
- Arthur Machens phantastischer Raum. Raum und Stimmung als Grundlagen phantastischen Erzählens

Fantasy
- MAGYRIA – Das Herz des Schattens. Penhaligon, München 2009, ISBN 978-3-7645-3044-0.
- MAGYRIA 2 – Die Seele des Schattens. Penhaligon, München 2011, ISBN 978-3-7645-3079-2.
- Die weiße Möwe. Sehnsucht nach Rinland 1. Neufeld Verlag, Schwarzenfeld 2008, ISBN 978-3-937896-58-8.
- Der Erbe des Riesen. Sehnsucht nach Rinland 2. Neufeld Verlag, Schwarzenfeld 2008, ISBN 978-3-937896-67-0.
- Der Thron des Riesenkaisers. Sehnsucht nach Rinland 3 Neufeld Verlag, Schwarzenfeld 2009, ISBN 978-3-937896-82-3.
- Der Todesadler. BMV Verlag, 2001.

Romane
- Caros Lächeln. Neufeld Verlag, Schwarzenfeld, 2007, ISBN 978-3-937896-53-3.
- Luisas Balkon. BMV Verlag, 2001.
- Himmel, Hölle, Welt. Die Geschichte von Elsas Emanzipation. BMV Verlag, 2001.

Kinderbücher
- Die Weihnachtskarawane. Ein Adventskalender zum Vorlesen und Basteln. Kaufmann Verlag, 2008.
- Die Erzählung vom Heiligen Nikolaus. Gabriel Verlag, 2007.
- Das Weihnachtshaus. Ein Poster-Adventskalender zum Vorlesen und Ausschneiden. Kaufmann Verlag, 2007.